# Janier Acevedo
Janier Alexis Acevedo Calle (Caramanta, 6 dicembre 1985) è un ciclista su strada colombiano, che corre per il team EPM.

## Palmarès

### Strada
- 2006 (Juniores, una vittoria)

1ª tappa Vuelta Higuito
- 2007 (Indeportes Antioquia, una vittoria)

4ª tappa Vuelta Higuito
- 2008 (Indeportes Antioquia, due vittorie)

1ª tappa Clasica de Guarné
3ª tappa Vuelta a Boyacá
- 2009 (Indeportes Antioquia, sei vittorie)

5ª tappa Vuelta Higuito
7ª tappa Vuelta Higuito
Classifica generale Vuelta Higuito
8ª tappa Vuelta Ciclista a Costa Rica (Cartago > Santa Rosa, cronometro)
10ª tappa Vuelta Ciclista a Costa Rica
Classifica generale Vuelta Ciclista a Costa Rica
- 2010 (Indeportes Antioquia, una vittoria)

6ª tappa Vuelta a Guatemala
- 2011 (Gobernación de Antioquia-Indeportes Antioquia, quattro vittorie)

2ª tappa Vuelta al Tolima (Guamo > Fresno)
Classifica generale Vuelta al Tolima
4ª tappa Vuelta a Antioquia
4ª tappa Tour of Utah (Salt Lake City > Salt Lake City)
- 2012 (Gobernación de Antioquia-Indeportes Antioquia, due vittorie)

4ª tappa Vuelta a Cundinamarca (cronometro)
1ª tappa Clásica Nacional Marco Fidel Suárez (Itagüí > Santa Rosa de Osos)
- 2013 (Jamis-Hagens Berman, cinque vittorie)

Classifica generale San Dimas Stage Race
1ª tappa Tour of the Gila (Silver City > Mogollon)
2ª tappa Tour of California (Murrieta > Greater Palm Springs)
4ª tappa USA Pro Cycling Challenge (Steamboat Springs > Beaver Creek)
UCI America Tour
- 2016 (Team Jamis, tre vittorie)

1ª tappa San Dimas Stage Race (cronometro)
Classifica generale San Dimas Stage Race
1ª tappa Joe Martin Stage Race (Devil's Den State Park, cronometro)
- 2018 (EPM, una vittoria)

2ª tappa Vuelta al Tolima (Chaparral > Ibagué)

#### Altri successi
- 2010 (Indeportes Antioquia)

Prologo Vuelta a Antioquia (Medellín, cronosquadre)
1ª tappa Vuelta a Colombia (La Ceja > Rionegro, cronosquadre)
- 2011 (Gobernación de Antioquia-Indeportes Antioquia)

2ª tappa, 1ª semitappa, Vuelta a Colombia (Cartago > Obando, cronosquadre)

## Piazzamenti

### Grandi Giri
- Giro d'Italia

2015: 120º
- Tour de France

2014: ritirato (13ª tappa)

### Classiche monumento
- Giro di Lombardia

2014: ritirato

### Competizioni mondiali
- Campionati del mondo

Toscana 2013 - In linea Elite: ritirato
Ponferrada 2014 - In linea Elite: ritirato